# 北岡站

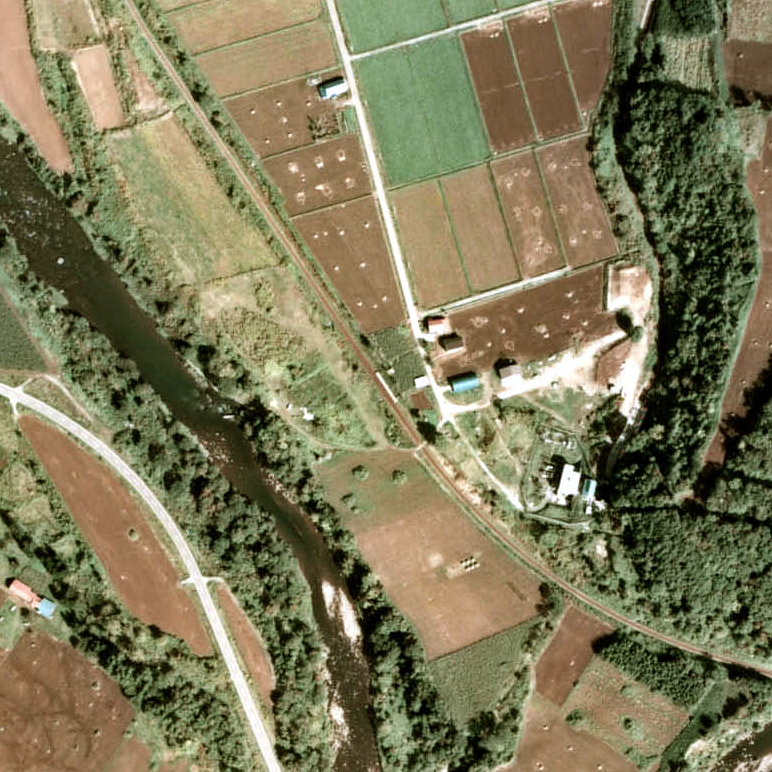
1976年的北岡站與方圓約500米範圍。左上方是俱知安方向。

北岡站（日语：／ Kitaoka eki */?）是日本國有鐵道於北海道虻田郡京極町字北岡的膽振線車站，在1986年（昭和61年）11月1日廢除。

## 歷史
- 1960年（昭和35年）10月1日：國有鐵道膽振線開設北岡站。該站為請願站[3]，站內只有客運業務[1]。
- 1986年（昭和61年）11月1日：廢除[2]。

## 車站構造
廢除前是有單綫單程單月台的無人地面車站，此站沒有車站大樓，沒有轉轍器。月台在路軌東北邊（往俱知安的列車會開啟右邊車門），而月台東邊出入口有樓梯，出入口附近有候車室。

## 站名的由來
站名取自所在地名。

## 使用狀況
- 在1981年度（昭和56年度），1日上下車人次為8人[3]。

## 車站周邊
- 北海道道478號京極俱知安線（日语：北海道道478号京極倶知安線）[5]
- 寒別水力發電站：車站步行3分鐘[3]。
- 尻別川（日语：尻別川）[5]
- 羊蹄山（蝦夷富士）：車站西南方約6公里[3]。

## 現況
截至2001年（平成13年），車站遺址變成甜菜田，當中只遺留了候車室。截至2010年（平成22年）和2011年（平成23年）也是同樣。路軌遺址變成農田，候車室用作儲物室，附近的道路平交道還有遺蹟。

## 相鄰車站
日本國有鐵道
膽振線
京極－北岡－寒別

## 注腳
1. 1 2 3  石野哲（編）. . JTB. 1998: 859-860. ISBN 978-4-533-02980-6 （日语）.
2. 1 2  . 官報. 1986-10-14 （日语）.
3. 1 2 3 4 5  書籍《国鉄全線各駅停車1 北海道690駅》（小學館，1983年7月發行）94頁。
4. 1 2 3 4  書籍《北海道の鉄道廃線跡》（著：本久公洋，北海道新聞社，2011年9月發行）205,208頁。
5. 1 2  書籍《北海道道路地図 改訂版》（地勢堂，1980年3月發行）6頁。
6. ↑  書籍《鉄道廃線跡を歩くVIII》（JTB出版，2001年8月發行）68-69頁。
7. ↑  書籍《新 鉄道廃線跡を歩く1 北海道・北東北編》（JTB出版，2010年4月發行）152-154頁。